# テイバ
テイバ（Taiba、2019年4月13日 - ）は、アメリカ合衆国で生産・調教されていた競走馬である。
主な勝ち鞍に2022年サンタアニタダービー、ペンシルベニアダービー、マリブステークス。

## 経歴

### 2022年（3歳時）
3月5日サンタアニタパーク競馬場の未勝利戦でデビューし、2着馬に7馬身半差をつけて圧勝する。
その後、管理するボブ・バファート調教師が禁止薬物検出問題によるライセンス停止に伴い、ティム・ヤクティーン厩舎へ転厩。
転厩初戦となったサンタアニタダービーは道中3番手で追走すると、先に抜け出したメッシエーをゴール前で差し切ってG1初制覇を果たした。5月7日に行われたケンタッキーダービーではリッチストライクの12着と惨敗を喫した。
7月にバファート調教師の処分が明け、ティム・ヤクティーン厩舎からバファート厩舎へ再転厩。7月23日に行われたハスケルステークスは3番手追走から直線で外から脚を伸ばすもサイバーナイフの2着に敗れる。
9月24日のペンシルベニアダービーでは4番手追走から直線で鋭く脚を伸ばすと、2着のゼンダンに3馬身差をつけ快勝。G1競走2勝目をマークした。その後は11月5日のブリーダーズカップ・クラシックに出走するがフライトラインの3着に敗れた。
12月26日のマリブステークスでは押して2番手を確保、第3コーナー以降も鞍上は手綱を動かせ続けて外から被せられながらも直線へ。そこから突き放して2着のフォービドゥンキングダムに4馬身1/4差をつける圧勝でG1競走3勝目を収めてた。

### 2023年（4歳時）
サウジアラビアに遠征し、2月25日のサウジカップに出走するもパンサラッサの8着に敗れた。その後、レースに出走することなく現役を引退してスペンドスリフトファームで種牡馬入りすることになった。

## 血統表
| テイバの血統                   | テイバの血統                                          | テイバの血統                                          | （血統表の出典）                                      | （血統表の出典） |
| 父系                           | ミスタープロスペクター系                              | ミスタープロスペクター系                              | ミスタープロスペクター系                              |                  |
| 父 Gun Runner 2013 栗毛        | 父の父Candy Ride 1999 鹿毛                            | Ride the Rails                                        | Cryptoclearance                                       | Cryptoclearance  |
| 父 Gun Runner 2013 栗毛        | 父の父Candy Ride 1999 鹿毛                            | Ride the Rails                                        | Herbalesian                                           |                  |
| 父 Gun Runner 2013 栗毛        | 父の父Candy Ride 1999 鹿毛                            | Candy Girl                                            | Candy Stripes                                         | Candy Stripes    |
| 父 Gun Runner 2013 栗毛        | 父の父Candy Ride 1999 鹿毛                            | Candy Girl                                            | City Girl                                             |                  |
| 父 Gun Runner 2013 栗毛        | 父の母Quiet Giant 2007 鹿毛                           | Giant's Causeway                                      | Storm Cat                                             | Storm Cat        |
| 父 Gun Runner 2013 栗毛        | 父の母Quiet Giant 2007 鹿毛                           | Giant's Causeway                                      | Mariah's Storm                                        |                  |
| 父 Gun Runner 2013 栗毛        | 父の母Quiet Giant 2007 鹿毛                           | Quiet Dance                                           | Quiet American                                        | Quiet American   |
| 父 Gun Runner 2013 栗毛        | 父の母Quiet Giant 2007 鹿毛                           | Quiet Dance                                           | Misty Dancer                                          |                  |
| 母 Needmore Flattery 2011 栗毛 | 母の父Flatter 1999 鹿毛                               | A. P. Indy                                            | Seattle Slew                                          | Seattle Slew     |
| 母 Needmore Flattery 2011 栗毛 | 母の父Flatter 1999 鹿毛                               | A. P. Indy                                            | Weekend Surprise                                      |                  |
| 母 Needmore Flattery 2011 栗毛 | 母の父Flatter 1999 鹿毛                               | Praise                                                | Mr. Prospector                                        | Mr. Prospector   |
| 母 Needmore Flattery 2011 栗毛 | 母の父Flatter 1999 鹿毛                               | Praise                                                | Wild Applause                                         |                  |
| 母 Needmore Flattery 2011 栗毛 | 母の母Kiosk 2000 栗毛                                 | Left Banker                                           | Afleet                                                | Afleet           |
| 母 Needmore Flattery 2011 栗毛 | 母の母Kiosk 2000 栗毛                                 | Left Banker                                           | Du Marche                                             |                  |
| 母 Needmore Flattery 2011 栗毛 | 母の母Kiosk 2000 栗毛                                 | Phone Switch                                          | Phone Trick                                           | Phone Trick      |
| 母 Needmore Flattery 2011 栗毛 | 母の母Kiosk 2000 栗毛                                 | Phone Switch                                          | Grand Glory                                           |                  |
| 母系(F-No.)                    | (FN:8-j)                                              | (FN:8-j)                                              | (FN:8-j)                                              |                  |
| 5代内の近親交配                | Mr. Prospector 5 × 4 = 9.38％、Fappiano 5 × 5 = 6.25% | Mr. Prospector 5 × 4 = 9.38％、Fappiano 5 × 5 = 6.25% | Mr. Prospector 5 × 4 = 9.38％、Fappiano 5 × 5 = 6.25% |                  |